# Mujeres (programa de televisión argentino)
Mujeres fue un programa de televisión argentino de género magazine emitido por Canal 13, de lunes a viernes desde las 14:30 hs hasta las 15:45 hs. Era conducido por Soledad Silveyra, María Julia Oliván, Teté Coustarot, Jimena Grandinetti, Roxana Vázquez y Claudia Fontán. Tras el bajo rating de este programa, el día viernes 16 de octubre de 2020 fue emitido por última vez.

## Sinopsis
El programa trataba temas de actualidad, espectáculos, entrevistas, humor y además, tenía un segmento especial de cocina. Cada día (lunes a viernes), las conductoras se iban turnando en la conducción, mientras que el resto tomaba el rol de panelista.

## Equipo

### Conductoras
- Roxana Roxy Vázquez
- María Julia Oliván
- Soledad Silveyra
- Teté Coustarot
- Jimena Grandinetti
- Claudia La Gunda Fontán (Abandonó)

### Equipo
- Ángela Leiva (Jurado)
- Gladys, la Bomba Tucumana (Jurado)
- Lelu Mendiguren (Cronista)
- Natalia Cociuffo (Coach vocal)
- Maximiliano Van Oyen (Cocinero)

### Reemplazo
- Luli Fernández (Conductora reemplazo)
- Florencia de la V (Conductora reemplazo)
- Sandra Borghi (Conductora reemplazo)

## Secciones
- 5 con 1: Todos los días, una celebridad o personaje famoso es invitado al programa, y la entrevista simula ser un interrogatorio, haciendo alusión a que el invitado se sienta mientras que las conductoras le hacen preguntas de todo tipo.
- Preguntas de Jimena: El invitado diario saca sobres de una caja, estos sobres contienen preguntas que el invitado deberá responder, aunque en caso de que no quiera hacerlo puede hacerle esa pregunta a alguna de las  conductoras. Este segmento es presentado siempre por Jimena Grandinetti.
- Efemérides de Teté: Esta parte del programa, que cabe recalcar, no está diariamente sino cuando es necesario, trata de que Teté Coustarot informa las eférides del día o de la semana contando el por qué se recuerda ese momento.
- El Casting: Todos los días, 5 participantes irán por su sueño de para participar del Cantando 2020. El ganador de cada día, participará el viernes de una semifinal

## Casting delCantando
En septiembre de 2020, se confirmó que iba a haber un casting para el Cantando 2020. 

### Casting: Parte 1

#### Los 50 finalistas
| Gala 1                                  | Gala 1                                          | Gala 1   | Gala 1   | Gala 1   | Gala 1   | Gala 1   | Gala 1   | Gala 1   | Gala 1   |
| Participante                            | Canción                                         | Puntajes | Puntajes | Puntajes | Puntajes | Puntajes | Puntajes | Puntajes | Puntajes |
| Participante                            | Canción                                         | RV       | SS       | MJO      | TC       | JG       | AL       | GlbT     | Total    |
| --------------------------------------- | ----------------------------------------------- | -------- | -------- | -------- | -------- | -------- | -------- | -------- | -------- |
| Dario Camaño                            | «O sole mio» (Luciano Pavarotti)                | 9        | 10       | 10       | 10       | 9        | 10       | 10       | 68       |
| Nancy Cossin Garcia                     | «All of Me» (John Legend)                       | 8        | 10       | 7        | 9        | 9        | 10       | 8        | 61       |
| Fernanda Cabrera                        | «Que nadie sepa mi sufrir» (Soledad Pastorutti) | 10       | 8        | 9        | 10       | 9        | 9        | 10       | 65       |
| Jean-Pierre Thuriere                    | «Je veux» (Zaz)                                 | 10       | 7        | 8        | 9        | 10       | 10       | 9        | 63       |
| Antonella Mattei                        | «Será que no me amas» (Luis Miguel)             | 6        | 8        | 6        | 9        | 8        | 10       | 8        | 55       |
| Martín Fuchs                            | «Palabras, palabras» (Pimpinela)                | 8        | 7        | 7        | 7        | 8        | 6        | 6        | 49       |
| Jorge Gómez                             | «Solo aquí» (Airbag)                            | 6        | 5        | 8        | 5        | 6        | 7        | 6        | 43       |
| María Auxiliadora "Mariuxi" Castellanos | «Y, ¿si fuera ella?» (Alejandro Sanz)           | 5        | 7        | 6        | 6        | 6        | 8        | 4        | 43       |

| Daniel Basabilbaso | «Torero» (Chayanne)                                                                 | 9  | 10 | 10 | 10 | 10 | 10 | 8 | 67 |
| Mariana Melo       | «Patricio Rey y sus Redonditos de Ricota» (Patricio Rey y sus Redonditos de Ricota) | 9  | 10 | 10 | 10 | 9  | 10 | 8 | 66 |
| Griselda Farah     | «Amor a la mexicana» (Thalía)                                                       | 10 | 8  | 9  | 8  | 10 | 9  | 9 | 63 |

- Avanza a los 50 finalistas
- No avanza a los 50 finalistas